# Гальдамес, Пабло (1974)
Пабло Гальдамес (исп. Pablo Galdames; 26 июня 1974, Лос-Андес) — чилийский футболист, полузащитник. Участник Кубка Америки 1995 и 2001.

## Биография

### Клубная карьера
Воспитанник клуба «Унион Эспаньола», в котором и начал профессиональную карьеру. В дебютный сезон завоевал с командой Кубок Чили 1993. В 1996 году перешёл в «Универсидад де Чили», с которым дважды становился чемпионом и дважды обладателем Кубка Чили. В дальнейшем выступал в Мексике за «Крус Асуль» и «Веракрус», аргентинские «Расинг» и «Кельмес», а также сыграл 5 матчей в чемпионате Колумбии за «Америку» Кали. Последним клубом в его карьере стал аргентинский «Институто» из второй лиги, за который он выступал в сезоне 2007/08.

### Карьера в сборной
Дебютировал за сборную Чили 19 апреля 1995 года в товарищеском матче со сборной Перу, в котором вышел на замену на 58-й минуте вместо Кларенса Акуньи. Летом того же года вошёл в заявку сборной на Кубок Америки, на котором сыграл в двух матчах против Аргентины и Боливии, но сборная Чили не преодолела групповой этап. В следующий раз попал на Кубок Америки в 2001 году, где также сыграл в двух матчах и дошёл со сборной до 1/4 финала. Всего сыграл за сборную 22 матча и забил 2 гола.

## Достижения
«Унион Эспаньола»
- Обладатель Кубка Чили: 1993

«Универсидад де Чили»
- Чемпион Чили: 1999, 2000
- Обладатель Кубка Чили: 1998, 2000

## Личная жизнь
Имеет троих сыновей: Пабло-младшего (р. 1996), Томаса (р. 1998) и Бенхамина (р. 2001). Старший сын Пабло в 2017 году дебютировал за сборную Чили. Младший, Бенхамин, родившийся в Мексике, выступал за молодёжную сборную этой страны.